# Tío Oswald
Tío Oswald, u Oswald Hendryks Cornelius, es un personaje ficticio creado por Roald Dahl. Es el personaje principal  de la novela Mi Tío Oswald (1979).

## Biografía ficticia
Oswald Hendryks Cornelius, es un mujeriego, cuyo lema es «nunca dormir con una mujer dos veces». Es un enófilo,  coleccionista de escorpiones y bastones, amante de la ópera y un experto en porcelana china. El también es rico, aparentemente como resultado de proyectos moralmente dudosos, quizás incluso ilegales. En "El Visitante" Oswald se queda con un sirio rico y su bella esposa e hija; en "Perra" financia un proyecto para crear el perfecto afrodisíaco; y en "Mi Tío Oswald" dirige un proyecto para vender el esperma de hombres famosos. En la novela e historias en las que aparece, es presentado por un sobrino sin nombre (de ahí el prefijo "Tío") que, al fallecer Oswald, hereda sus diarios personales, los cuales contienen los detalles de muchas de sus hazañas.

## Apariciones en libros

### Novelas
- Mi Tío Oswald (1979)

### Cuentos
- El Visitante
- Perra